# Ampèremètre

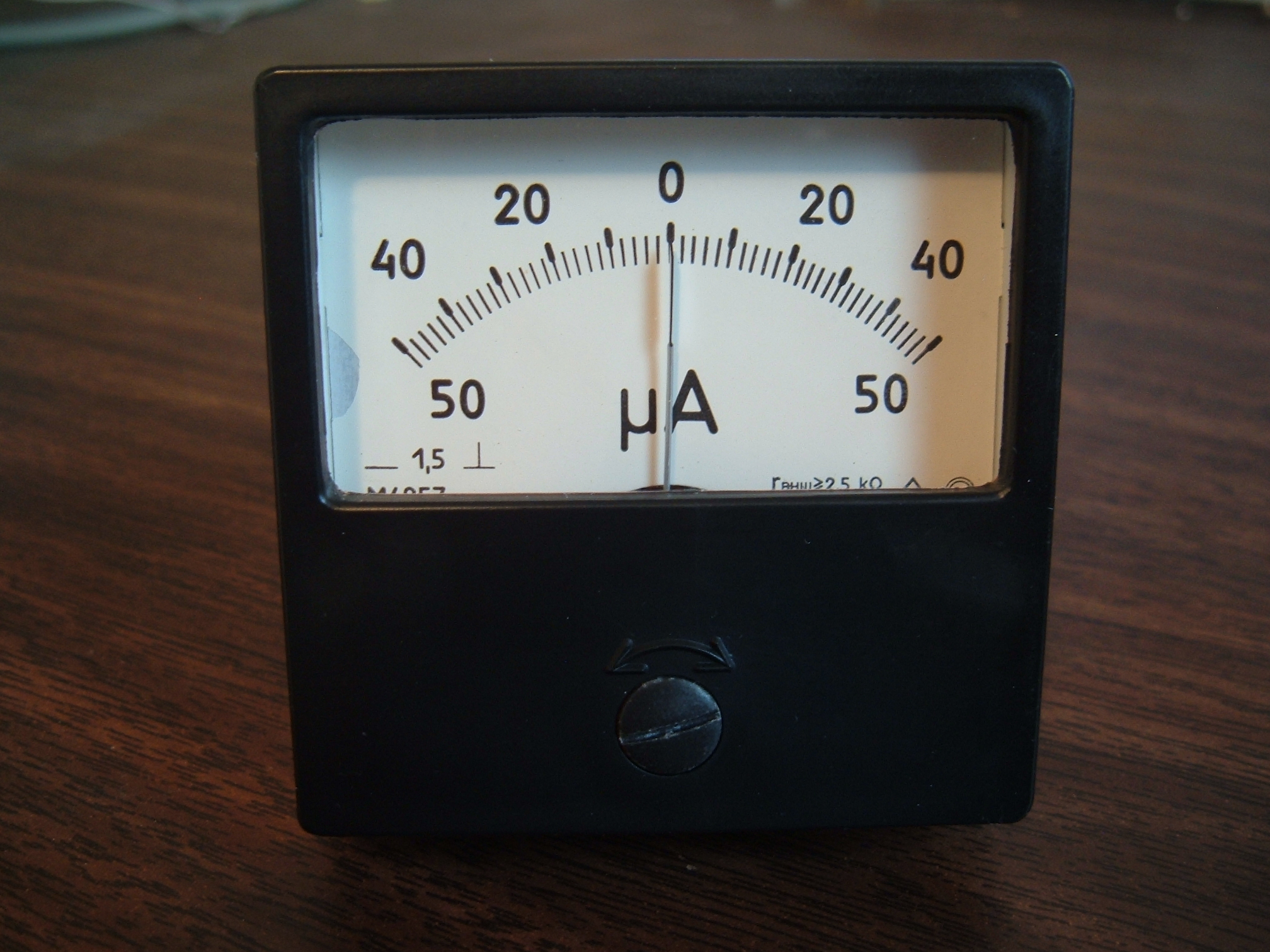
Un ampèremètre permet de mesurer l'intensité d'un courant électrique (ici un microampèremètre analogique à zéro central).

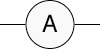
Représentation symbolique d'un ampèremètre dans un circuit.

Un ampèremètre est un appareil de mesure de l'intensité d'un courant électrique dans un circuit. Il tire son nom de l'unité de mesure de l'intensité, l'ampère (symbole : A).

## Types d'ampèremètres

### Ampèremètres analogiques
Il en existe plusieurs types principaux :
- l'ampèremètre analogique le plus répandu est magnéto-électrique, il utilise un galvanomètre à cadre mobile[1].( Il mesure la valeur moyenne du courant qui le traverse). Pour les mesures en courant alternatif, un pont redresseur à diode est utilisé pour redresser le courant mais ce procédé ne permet de mesurer avec précision que des courants sinusoïdaux[1],[2] ;

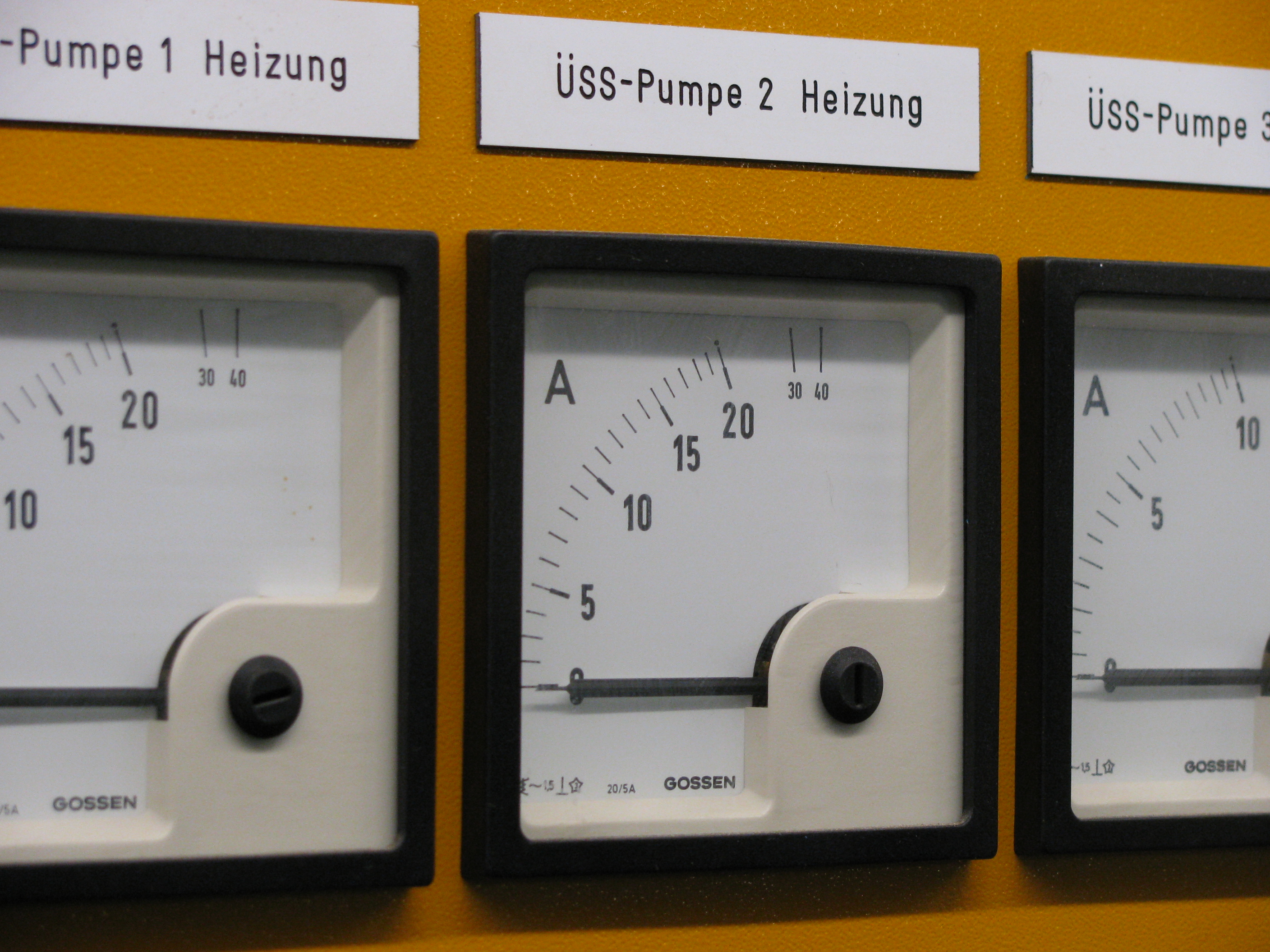
Ampèremètres ferromagnétiques de tableau.

- l'ampèremètre ferro-magnétique (ou ferromagnétique) utilise deux palettes de fer doux à l'intérieur d'une bobine[3]. L'une des palettes est fixe, l'autre est montée sur pivot[3]. Quand le courant passe dans la bobine, les deux palettes s'aimantent et se repoussent, quel que soit le sens du courant[3]. Cet ampèremètre n'est donc pas polarisé (il n'indique pas de valeurs négatives)[3]. Sa précision et sa linéarité sont moins bonnes que celles de l'ampèremètre magnéto-électrique mais il permet de mesurer la valeur efficace de courant alternatif de forme quelconque[3],[2] (mais de fréquence faible < 1 kHz) ;
- l'ampèremètre thermique est composé d'un fil résistant dans lequel le courant à mesurer circule[4]. Ce fil s'échauffe par effet Joule, sa longueur variant en fonction de sa température, provoque la rotation de l'aiguille, à laquelle il est fixé. L'ampèremètre thermique n'est pas polarisé[4]. Il n'est pas influencé par les champs magnétiques avoisinants, ses indications sont indépendantes de la forme (alternatif ou continu de forme quelconque) et de la fréquence du courant[4]. Il peut donc être utilisé pour mesurer la valeur efficace des courants alternatifs jusqu'à des fréquences très élevées[4]. Il incorpore très souvent une compensation de température destinée à maintenir sa précision malgré les variations de température ambiante[4].

Les ampèremètres analogiques sont de plus en plus remplacés par des ampèremètres numériques. Pourtant, en pratique, l'observation de leur aiguille peut fournir des informations visuelles rapide sur les variations du courant mesuré que l'affichage numérique ne donne que difficilement.

### Ampèremètre numérique

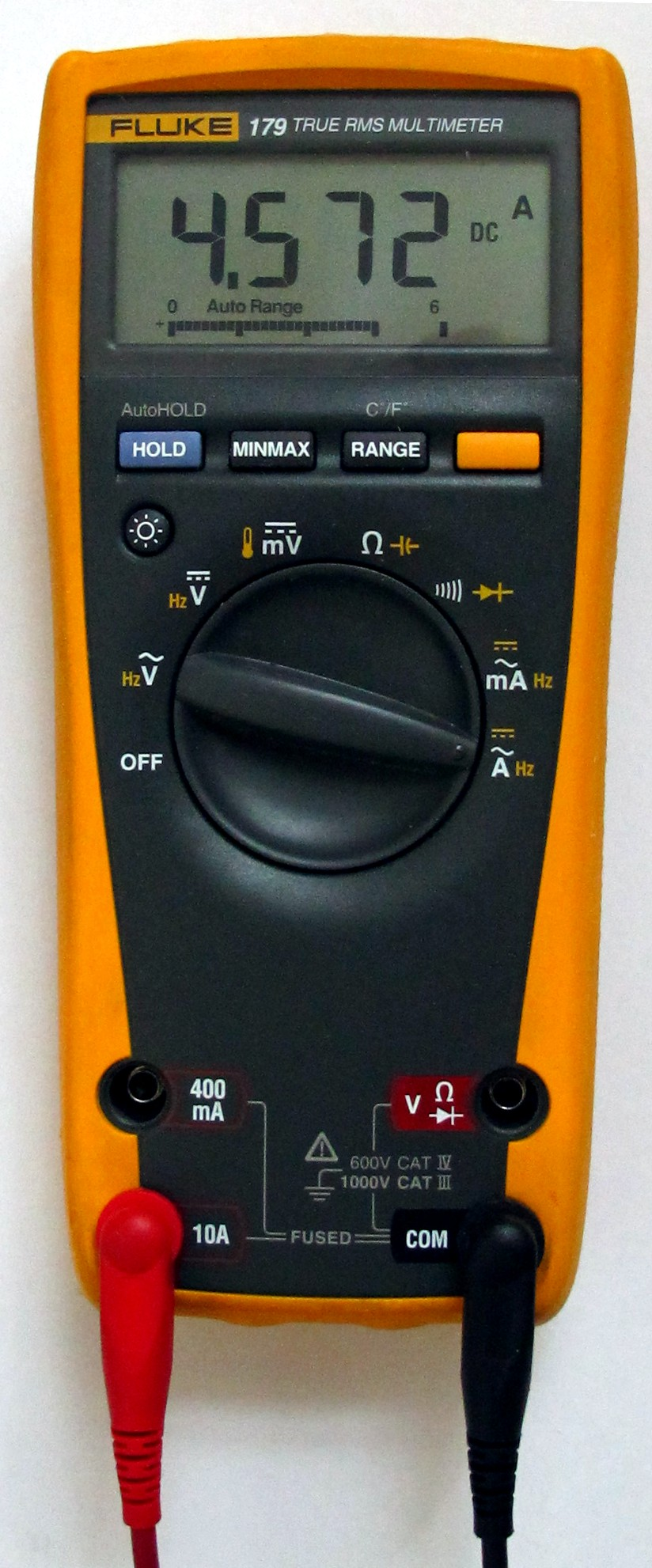
Multimètre numérique Fluke 179 en position d'ampèremètre (alternatif efficace), calibre 10 A.

C'est en fait un voltmètre numérique mesurant la tension produite par le courant à mesurer dans une résistance (appelée shunt). La valeur du shunt dépend du calibre utilisé. En application de la loi d'Ohm, la tension U mesurée est convertie, en fonction de la valeur de résistance connue R du shunt, en une valeur A correspondant au courant.

### Ampèremètres spéciaux

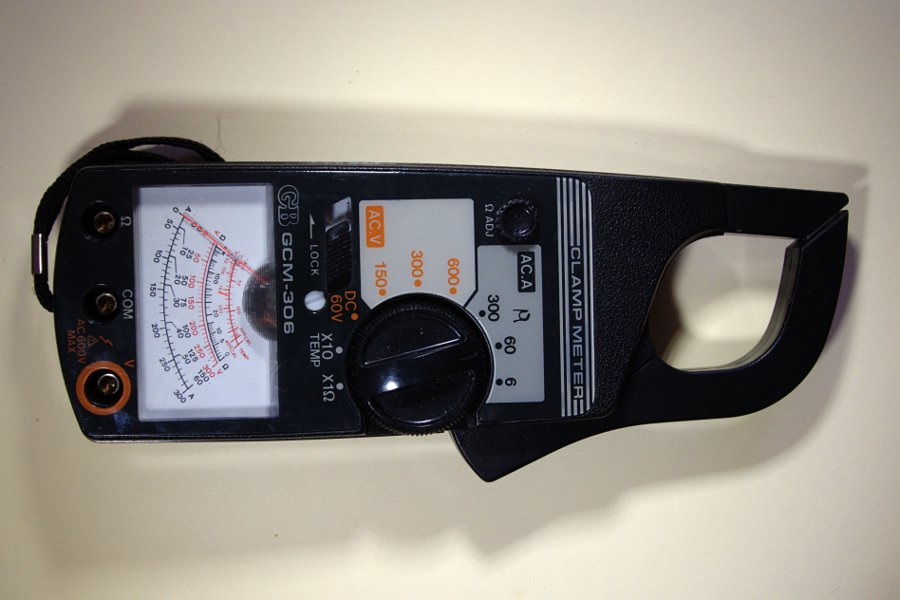
Pince ampèremétrique (calibres 6 A, 60 A et 300 A).

Il existe des ampèremètres particuliers :
- la pince ampèremétrique AC est une sorte de transformateur électrique dont le primaire est constitué par le conducteur dont on veut connaître le courant et le secondaire par un enroulement bobiné sur un circuit magnétique formé par les deux mâchoires de la pince. Elle sert à mesurer des courants alternatifs élevés sans insérer quoi que ce soit dans le circuit. Elle ne peut pas mesurer les courants continus ;
- la pince ampèremétrique à capteur de courant à effet Hall permet de mesurer des courants quelconques (alternatifs ou continus) et d'intensité élevée sans s'insérer dans le circuit ni l'interrompre. La pince est composée d'un circuit magnétique (un transformateur d'intensité) qui se referme sur une pastille semi-conductrice. Cette pastille va être soumise à l'induction générée par le fil (courant à mesurer)[5],[6],[7]. On mesure l'induction car celle-ci a l'avantage d'exister quel que soit le type de courant. La pastille semi-conductrice est soumise à un courant perpendiculaire à l'induction qui la traverse[5],[6],[7]. Tout ceci pour provoquer grâce à la force de Lorentz un déplacement de charge dans la pastille qui va entrainer une différence de potentiel qui est proportionnelle au champ et donc au courant, un système de contre-réaction impose au transformateur de fonctionner à flux nul et c'est le courant d'annulation du flux qui, converti en tension à l'aide d'un convertisseur à amplificateur opérationnel, donne à sa sortie une tension image du courant mesuré[5],[6],[7] ;
- les ampèremètres à fibre optique : ils sont utilisés dans le domaine de la THT (très haute tension), des grands courants et lorsque la bande passante des capteurs à effet Hall est insuffisante (étude des régimes transitoires violents, ceux pour lesquels le di/dt est supérieur à 108 A/s). Cette technique de mesure utilise l'effet Faraday : le plan de polarisation de la lumière dans le verre tourne sous l'effet d'un champ magnétique axial. Cet effet ne dépend pas de la direction de propagation de la lumière mais dépend de celle de l'intensité[8] ;
- les ampèremètres à effet Néel sont capables de mesurer des courants continus et alternatifs, avec une grande précision que ce soit pour des courants faibles ou forts. Ces capteurs sont constitués de plusieurs bobines et de noyaux réalisés en matériau composite nanostructuré présentant des propriétés superparamagnétiques, d'où l'absence de rémanence magnétique sur un large gamme de température. Une bobine d’excitation permet de détecter la présence de courant grâce à la modulation par effet Néel. Une bobine de contre-réaction permet de délivrer le courant de mesure, directement proportionnel au courant primaire et au rapport du nombre de spires primaire/secondaire. Le capteur de courant à effet Néel se comporte donc comme un simple transformateur de courant, linéaire et précis.

## Utilisation d'un ampèremètre

### Montage
Un ampèremètre se branche en série dans le circuit. Cela veut dire qu'il faut ouvrir le circuit à l'endroit où l'on souhaite mesurer l'intensité et placer l'ampèremètre entre les deux bornes créées par cette ouverture du circuit.

### Sens du branchement et polarité
Un ampèremètre mesure l'intensité circulant de la borne A (ou borne +) vers la borne COM (ou borne -) en tenant compte de son signe.
En général, l'aiguille des ampèremètres analogiques ne peut dévier que dans un sens. Cela impose de réfléchir au sens du courant et impose de câbler l'ampèremètre de manière à mesurer une intensité positive : on vérifie alors que la borne + de l'ampèremètre est reliée (éventuellement en traversant un ou plusieurs dipôles) au pôle + du générateur et que la borne - de l'ampèremètre est reliée (éventuellement en traversant un ou plusieurs dipôles) au pôle - du générateur.

### Calibre
On appelle calibre la plus forte intensité que peut mesurer l'ampèremètre.
Tous les appareils modernes sont multi calibres : on change de calibre soit en tournant un commutateur, soit en déplaçant une fiche. Les appareils les plus récents sont autocalibrables (autorange en anglais) et ne nécessitent aucune manipulation.
Lorsqu'on utilise un ampèremètre analogique, il faut éviter d'utiliser un calibre plus petit que l'intensité du courant. Cela impose de déterminer par le calcul un ordre de grandeur de cette intensité et de choisir le calibre en conséquence. Si on n'a aucune idée de l'ordre de grandeur de l'intensité que l'on va mesurer, il est souhaitable de partir du plus haut calibre, en général suffisant. On obtient ainsi une idée du courant circulant dans le circuit. Puis on diminue le calibre jusqu'à atteindre le calibre le plus petit possible, tout en gardant une valeur supérieure au courant mesuré. Il est cependant nécessaire de procéder au changement de calibre avec précaution, par exemple en coupant le courant ou en shuntant l'ampèremètre pendant le changement de calibre de l'appareil, surtout si le circuit est inductif.

### Lecture
La lecture d'un appareil numérique est directe et fonction du calibre sélectionné.
Pour l'ampèremètre analogique, l'aiguille se déplace sur une graduation commune à plusieurs calibres. L'indication lue ne représente qu'un nombre de divisions. Il faut donc déduire l'intensité à partir de ce nombre en tenant compte de la valeur du calibre en faisant un calcul, sachant que la graduation maximale correspond au calibre :
Intensité mesurée = {\displaystyle {\frac {G_{lue}}{G_{max}}}\cdot Cal} 

avec 

{\displaystyle G_{lue}} : graduation lue
{\displaystyle G_{max}} : graduation maximale
{\displaystyle Cal} : Calibre utilisé